# Severnoïe Medvedkovo
Severnoïe Medvedkovo (Муниципальный округ Северное Медведково) est un district municipal de la ville de Moscou, capitale de la Russie, dépendant du district administratif nord-est.

## Territoire et frontières
Le district est situé dans le nord-est de Moscou, faisant partie du district administratif nord-est. Ses limites s’étendent le long de l’axe de la ligne électrique à haute tension 500 kV, puis suivent la limite urbaine de la ville de Moscou (la bordure extérieure de l’emprise de l’autoroute circulaire de Moscou, incluant tous les échangeurs routiers), l’axe de la rivière Iaouza, les axes de la rue Molodtsova, de la rue Poliarnaïa, de la rue Tchermianskaïa, et enfin l’axe de la rivière Tchermianka jusqu’à la ligne électrique à haute tension 500 kV. Au sud, il est limitrophe du district de Ioujnoïe Medvedkovo, à l’ouest — de Bibirevo, et à l’est et au sud-est — des districts de Losinoostrovski et Babouchkinski. Trois rivières traversent le district: la Iaouza, la Tchermianka et le ruisseau Kozeïevski.

## Histoire
Auparavant, à l'emplacement du district se trouvaient les villages de Vatoutino et Raévo, tandis que Medvedkovo lui-même était situé plus au sud de la zone actuelle du district.
En 1960, cette territoire fut incorporée dans les limites de Moscou après l'élargissement des frontières jusqu'à la MKAD (Voie de Grande Ceinture de Moscou). Elle faisait initialement partie du district de Babouchkinski, puis a été intégrée au district de Kirovski. Une construction intensive s'est développée dans les années 1960 et 1970. La station de métro "Medvedkovo" a été inaugurée en 1978. À l'heure actuelle, une démolition active des immeubles de cinq étages construits dans les années 1960, communément appelés "khroutchevkas", est en cours ; selon les données de mai 2011, plus de la moitié d'entre eux ont déjà été détruits.

En 1991, le district administratif nord-est de Moscou a été créé, et dans sa composition, un secteur municipal temporaire nommé "Medvedkovo Sud" a été établi. En 1995, ce dernier a obtenu le statut officiel de district de Moscou.

Armes du district
Drapeau du district